# Ciclisme als Jocs Olímpics d'estiu de 2012 - Ciclisme en ruta masculí

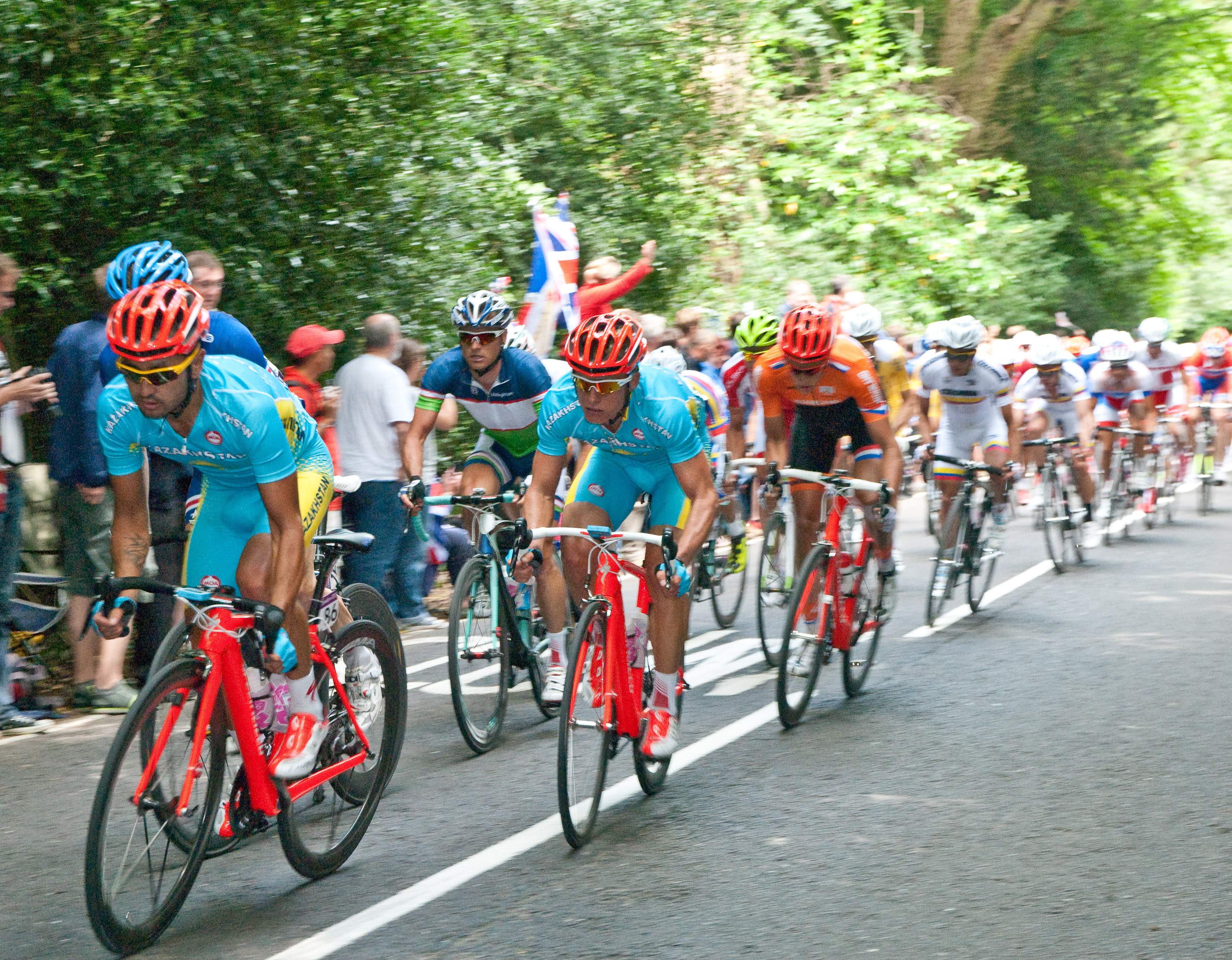
Aleksandr Vinokúrov (al centre), el futur vencedor, durant la cursa.

La prova de Ciclisme en ruta masculí dels Jocs Olímpics de Londres 2012 es va disputar el 29 de juliol al centre i sud-oest de Londres i el nord de Surrey., començant i acabant la cursa a The Mall.
La cursa va ser guanyada pel ciclista del Kazakhstan Aleksandr Vinokúrov, seguit pel colombià Rigoberto Urán, que va guanyar la medalla de plata i el noruec Alexander Kristoff, que guanyà el bronze.

## Qualificació
Els deu primers països classificats en la classificació final de l'UCI World Tour 2011 tenien dret a tenir cinc corredors en la carrera. Aquests deu països amb cinc representats eren: Espanya, Bèlgica, Itàlia, Austràlia, Gran Bretanya, Alemanya, Països Baixos, Estats Units i Suïssa. Luxemburg, el novè en el rànquing, limità a dos ciclistes la seva presència. De les altres nacions del World Tour, França i Dinamarca tenien quatre ciclistes, Noruega i Irlanda tres, Kazakhstan i Eslovàquia dos, i Costa Rica i Letònia un corredor cada un.
Els sis primers països de l'UCI Europa Tour, Eslovènia, Rússia, Portugal, Polònia, Turquia i Belarús, més Colòmbia, Veneçuela i Brasil (els tres primers de l'UCI Amèrica Tour), Iran (primer de l'UCI Àsia Tour) i el Marroc (primer de l'UCI Àfrica Tour), podien alinear tres corredors. Els altres països representats a la cursa podien tenir un o dos ciclistes, per formar un grup a la sortida de 144 participants.

## Favorits
El campió del món en ruta del 2001, el britànic Mark Cavendish, és considerat el principal favorit a la victòria final, tot i que per aconseguir-ho necessita que la cursa acabi a l'esprint. Cavendish tindrà l'ajuda de quatre companys d'equip de primer nivell: Bradley Wiggins, vigent vencedor del Tour de França, Chris Froome, segon en la mateixa edició del Tour de França i en la Volta a Espanya de 2011, Ian Stannard i David Millar, que exerceix de capità d'equip.
El belga Tom Boonen, l'australià Matthew Goss, l'alemany André Greipel també són considerats potencials vencedors. Altres esprintadors que prenen part en la cursa són l'eslovac Peter Sagan o el noruec Edvald Boasson Hagen, però ambdós ciclistes no disposen d'un equip potent al darrere.
Altres especialistes en les clàssiques són el suís Fabian Cancellara, medallista de plata el 2008, i el belga Philippe Gilbert.
L'espanyol Samuel Sánchez no pot defensar la seva victòria, per culpa de les ferides patides en la darrera edició del Tour de França.

## Medallistes
| Or                        | Plata                | Bronze                   |
| Aleksandr Vinokúrov (KAZ) | Rigoberto Urán (COL) | Alexander Kristoff (NOR) |

## Classificació final
| Pos.   | Ciclista                     | Temps      |
| ------ | ---------------------------- | ---------- |
| Or     | Aleksandr Vinokúrov (KAZ)    | 5h 45' 57" |
| Argent | Rigoberto Urán (COL)         | m. t.      |
| Bronze | Alexander Kristoff (NOR)     | + 08"      |
| 4      | Taylor Phinney (USA)         | m.t        |
| 5      | Serguei Lagutin (UZB)        | m.t        |
| 6      | Stuart O'Grady (AUS)         | m.t        |
| 7      | Jürgen Roelandts (BEL)       | m.t        |
| 8      | Grégory Rast (SUI)           | m.t        |
| 9      | Luca Paolini (ITA)           | m.t        |
| 10     | Jack Bauer (NZL)             | m.t        |
| 11     | Lars Boom (NED)              | m.t        |
| 12     | Jakob Fuglsang (DEN)         | m.t        |
| 13     | Rui Costa (POR)              | m.t        |
| 14     | Luis León Sánchez (ESP)      | m.t        |
| 15     | Roman Kreuziger (CZE)        | m.t        |
| 16     | Sergio Henao (COL)           | m.t        |
| 17     | Andrí Hrivko (UKR)           | m.t        |
| 18     | Alejandro Valverde (ESP)     | m.t        |
| 19     | Philippe Gilbert (BEL)       | m.t        |
| 20     | Sylvain Chavanel (FRA)       | m.t        |
| 21     | Janez Brajkovič (SVN)        | m.t        |
| 22     | Fumiyuki Beppu (JPN)         | m.t        |
| 23     | Robert Gesink (NED)          | m.t        |
| 24     | Aleksandr Kólobnev (RUS)     | m.t        |
| 25     | Lars Petter Nordhaug (NOR)   | m.t        |
| 26     | Jonathan Castroviejo (ESP)   | + 16"      |
| 27     | André Greipel (GER)          | + 40"      |
| 28     | Tom Boonen (BEL)             | m.t        |
| 29     | Mark Cavendish (GBR)         | m.t        |
| 30     | Arnaud Démare (FRA)          | m.t        |
| 31     | Francisco Ventoso (ESP)      | m.t        |
| 32     | Murilo Fischer (BRA)         | m.t        |
| 33     | Tyler Farrar (USA)           | m.t        |
| 34     | Peter Sagan (SVK)            | m.t        |
| 35     | Andrey Amador (CRC)          | m.t        |
| 36     | Bernhard Eisel (AUT)         | m.t        |
| 37     | Wong Kam-po (HKG)            | m.t        |
| 38     | Elia Viviani (ITA)           | m.t        |
| 39     | Héctor Rangel (MEX)          | m.t        |
| 40     | Daryl Impey (RSA)            | m.t        |
| 41     | Radoslav Rogina (CRO)        | m.t        |
| 42     | Matti Breschel (DEN)         | m.t        |
| 43     | Assan Bazàiev (KAZ)          | m.t        |
| 44     | José Joaquín Rojas (ESP)     | m.t        |
| 45     | Miguel Ubeto (VEN)           | m.t        |
| 46     | Borut Božič (SVN)            | m.t        |
| 47     | Ramūnas Navardauskas (LTU)   | m.t        |
| 48     | Yukiya Arashiro (JPN)        | m.t        |
| 49     | Manuel Antonio Cardoso (POR) | m.t        |
| 50     | Rene Mandri (EST)            | m.t        |
| 51     | Jackson Rodríguez (VEN)      | m.t        |
| 52     | Vladímir Issàitxev (RUS)     | m.t        |
| 53     | Iauhèn Hutaròvitx (BLR)      | m.t        |
| 54     | Ivan Stević (SRB)            | m.t        |
| 55     | David McCann (IRL)           | m.t        |
| 56     | Aleksejs Saramotins (LAT)    | m.t        |
| 57     | Martin Elmiger (SUI)         | m.t        |
| 57     | Nicki Sørensen (DEN)         | m.t        |
| 59     | Gediminas Bagdonas (LTU)     | m.t        |
| 60     | Michał Kwiatkowski (POL)     | m.t        |
| 61     | Daniel Andonov Petrov (BUL)  | m.t        |
| 62     | Adil Jelloul (MAR)           | m.t        |
| 63     | Ryder Hesjedal (CAN)         | m.t        |
| 64     | Laurent Didier (LUX)         | m.t        |
| 65     | Jussi Veikkanen (FIN)        | m.t        |
| 66     | Dmitrò Krivtsov (UKR)        | m.t        |
| 67     | Arnold Alcolea (CUB)         | m.t        |
| 68     | Kristijan Đurasek (CRO)      | m.t        |
| 69     | Nelson Oliveira (POR)        | m.t        |
| 70     | Tomás Gil (VEN)              | m.t        |
| 71     | Lars Bak (DEN)               | m.t        |
| 72     | Gonzalo Garrido (CHI)        | m.t        |
| 73     | Daniel Teklehaymanot (ERI)   | m.t        |

| Pos. | Ciclista                   | Temps     |
| ---- | -------------------------- | --------- |
| 74   | Sebastian Langeveld (NED)  | m.t       |
| 75   | Jan Bárta (CZE)            | m.t       |
| 76   | Gustav Larsson (SWE)       | m.t       |
| 77   | Vegard Laengen (NOR)       | m.t       |
| 78   | Branislau Samòilau (BLR)   | m.t       |
| 79   | Grega Bole (SVN)           | m.t       |
| 80   | Cadel Evans (AUS)          | m.t       |
| 81   | Daniel Schorn (AUT)        | m.t       |
| 82   | Niki Terpstra (NED)        | m.t       |
| 83   | Simon Gerrans (AUS)        | m.t       |
| 84   | Maciej Bodnar (POL)        | m.t       |
| 85   | Matthew Goss (AUS)         | m.t       |
| 86   | Tony Gallopin (FRA)        | m.t       |
| 87   | Michael Schär (SUI)        | m.t       |
| 88   | Timothy Duggan (USA)       | m.t       |
| 89   | Nicolas Roche (IRL)        | m.t       |
| 90   | Daniel Martin (IRL)        | m.t       |
| 91   | Michael Rogers (AUS)       | m.t       |
| 92   | Greg Van Avermaet (BEL)    | m.t       |
| 93   | Chris Horner (USA)         | + 49"     |
| 94   | Ian Stannard (GBR)         | + 50"     |
| 95   | Bert Grabsch (GER)         | m.t       |
| 96   | Michael Albasini (SUI)     | m.t       |
| 97   | Lieuwe Westra (NED)        | m.t       |
| 98   | Denís Ménxov (RUS)         | + 54"     |
| 99   | Sacha Modolo (ITA)         | m.t       |
| 100  | Stijn Vandenbergh (BEL)    | m.t       |
| 101  | Vincenzo Nibali (ITA)      | + 56"     |
| 102  | Marcel Sieberg (GER)       | + 1' 11"  |
| 103  | Bradley Wiggins (GBR)      | + 1' 17"  |
| 104  | Tejay van Garderen (USA)   | + 1' 34"  |
| 105  | John Degenkolb (GER)       | + 2' 52"  |
| 106  | Fabian Cancellara (SUI)    | + 5' 43"  |
| 107  | Marco Pinotti (ITA)        | + 8' 07"  |
| 108  | David Millar (GBR)         | + 9' 19"  |
| 109  | Chris Froome (GBR)         | + 12' 27" |
| 110  | Ioannis Tamouridis (GRE)   | m.t       |
| -    | Maximiliano Richeze (ARG)  | HD        |
| -    | Byron Guama (ECU)          | HD        |
| -    | Mehdi Sohrabi (IRN)        | HD        |
| -    | Gabor Kasa (SRB)           | HD        |
| -    | Ahmet Akdilek (TUR)        | HD        |
| -    | Gregory Panizo (BRA)       | Abd       |
| -    | Edvald Boasson Hagen (NOR) | Abd       |
| -    | Azzedine Lagab (ALG)       | Abd       |
| -    | Spas Gyurov (BUL)          | Abd       |
| -    | Muhamad Othman (MAS)       | Abd       |
| -    | Miraç Kal (TUR)            | Abd       |
| -    | Kemal Küçükbay (TUR)       | Abd       |
| -    | Muradjan Halmuratov (UZB)  | Abd       |
| -    | Magno Nazaret (BRA)        | Abd       |
| -    | Tony Martin (GER)          | Abd       |
| -    | Krisztián Lovassy (HUN)    | Abd       |
| -    | Amir Rusli (MAS)           | Abd       |
| -    | Oleg Berdos (MDA)          | Abd       |
| -    | Michał Gołaś (POL)         | Abd       |
| -    | Andrei Nechita (ROU)       | Abd       |
| -    | Vassil Kirienka (BLR)      | Abd       |
| -    | Alireza Haghi (IRN)        | Abd       |
| -    | Greg Henderson (NZL)       | Abd       |
| -    | Giorgi Nadiradze (GEO)     | Abd       |
| -    | Park Sung-Baek (KOR)       | Abd       |
| -    | Soufiane Haddi (MAR)       | Abd       |
| -    | Manuel Rodas (GUA)         | Abd       |
| -    | Dan Craven (NAM)           | Abd       |
| -    | Mouhssine Lahsaini (MAR)   | Abd       |
| -    | Omar Hasanin (SYR)         | Abd       |
| -    | Jorge Soto (URU)           | Abd       |
| -    | Fabio Duarte (COL)         | Abd       |
| -    | Mickaël Bourgain (FRA)     | Abd       |
| -    | Amir Zargari (IRN)         | Abd       |